# ゆずのオールナイトニッポン
『ゆずのオールナイトニッポン』は、ニッポン放送の深夜放送『オールナイトニッポン』にてフォークデュオのゆず（北川悠仁、岩沢厚治）がパーソナリティを担当したラジオ番組。1998年4月から2000年11月に放送された。
また1998年2月19日、2001年6月18日、2002年3月1日、2003年1月-4月、7月-10月、2005年6月8日、2007年3月22日、2008年2月23日…など、特別番組も多数ある。また、2007年7月10日は寺岡呼人や松任谷由実と『Golden Circleのオールナイトニッポン』として放送した。
2009年12月1日より、『ゆずのオールナイトニッポンGOLD』を放送開始。彼らにとって9年ぶりのオールナイトニッポンレギュラーへの復活となった。

## 概要
「やんのかコラ！シアム」や「21世紀のハイチーズ！」などのネタコーナーでは、ゆずの2人はもちろん、番組スタッフや2人のトークに登場した一般人である北川・岩沢の友人までもがネタにされることがあった。
2011年12月24日に「ニッポン放送　第37回ラジオ・チャリティー・ミュージックソン」の一環で27:00から放送された「ゆずのオールナイトニッポンＲ・チャリティーミュージックソンスペシャル」では、深夜時代の「21世紀のハイチーズ！」が復活、さらには放送当時の深夜枠の呼称であったLF+Rのジングルなども流された。
2017年6月3日、デビュー20周年を記念し、一夜限りの復活放送を実施（ゆずのオールナイトニッポンGOLD参照）。
2023年2月1日、オールナイトニッポンの55周年を記念した特別プログラム『オールナイトニッポン55周年記念 オールナイトニッポン55時間スペシャル』内でCreepy Nutsとタッグを組む形で一夜限りの復活を発表。『ゆずとCreepy Nutsのオールナイトニッポン』として同年2月19日の17:00 - 19:00に放送された。

## 放送時間
- 1998年04月06日-1998年09月25日 月曜R 27:00-28:30
- 1998年10月07日-1999年03月24日 水曜1部 25:00-27:00
- 1999年03月31日-2000年11月01日 水曜SUPER! 22:00-24:00

## コーナー

### 人妻巨乳コロシアム
北川チーム、岩沢チームに分かれて、それぞれのテーマに沿ったAVタイトルを作ってくるコーナー。やんのかコラ！シアムの原型。
基本的には「タコイカじゃんけん」である。後述の「やんのか〜」も同様。

### やんのかコラ！シアム
通称「やんコラ」。毎回テーマを決めて、北川チーム、岩沢チームのどちらをどういう理由で支持するかを発表するコーナー。しかし、実際には設定されたテーマとはあまり関係無い形で番組やゆずに対する意見が述べられ、最後にどちらを支持するが書かれるという投稿が多かった。また、スタッフによる判定も一方を5連敗へ追い込むための「ヤラセ」が横行していた。5連敗したら罰ゲームとなっており、この罰ゲームは数々の伝説（後述）を生んだ。コーナーのテーマ曲はスペクトラムの"SUNRISE"。

### 21世紀のハイチーズ！
写真を撮る時の「ハイチーズ」に代わる、自然と笑顔を作るためのフレーズを考えるコーナー。番組終了後の復活特番においてもこのネタコーナーだけは必ず行われる。

### 国盗りブギウギ
ゆずの故郷を歌った曲である「岡村ムラムラブギウギ」をもとに、各都道府県の歌を作っていくコーナー。全国のリスナーからその地の名物や風習などを送ってもらい、それをつなげて歌詞にする。コーナーの最後につなげた歌詞を基に「岡村〜」の替え歌を生で歌っていた。SUPER!開始当初は放送エリアが関東のみであったため、関東の市区町村の歌を作るコーナーにマイナーチェンジしたが「国盗りブギウギ覇王伝」と名前を変え、再び各都道府県の歌を作るコーナーに戻った。

### お別れ間際の路上ライブ
番組終了間際に屋外に出て1曲歌い、そのままエンディングを迎えるコーナー。しかし、ファンが集まりすぎたため1998年8月31日放送分を最後に外に出ることはなくなり終了。タイトルを「お別れ間際のスタジオライブ」としてスタジオ内で歌うコーナーへと変化、以下最終回まで継続。ちなみに、毎週日曜夜に横浜・伊勢佐木町松坂屋前にて行われていた定例路上ライブも、同じく保安上の理由で前日8月30日をもって終了している。

### ゆずとセッションしま専科
リスナーと電話を繋ぎ、コードレスホンや携帯電話を片手に何か音の出る物を楽器として使い、ゆずと一緒に歌うコーナー。後に「真夜中のJAM」→「前略、道の上より」とコーナー名が変わった。
 

### ファイヤー大北田のこれが邪道の生きる道
リスナーが普段の生活の中でついついやってしまった邪道なことを報告し、その邪道ぶりを北川扮する邪道レスラー・大北田厚が評価するコーナー。1999年11月15日、横浜文化体育館にて番組イベントが開催され、そこで彼の講演会と引退式が行われた。

### 北関口宏のジャンプクイズ
2000年1月5日の放送で、岩沢がひと昔前の週刊少年ジャンプ（主に1980年代）に詳しいことが発覚したため、1月19日の放送からスタート。リスナーから送られた、ひと昔前の週刊少年ジャンプに関するクイズを北関口宏（北川）が読み上げ、岩沢が答えるコーナーだった。番組終了から午前0時の時報までの約2分に放送されたコーナーで、ニッポン放送以外のネット局とインターネット放送で聴くことができた。

### 岩沢名人のクソゲーあたた診断
2000年7月12日の放送で、岩沢がひと昔前のファミコンのクソゲー（つまらないゲーム）にも詳しいことが発覚したため、7月19日より北関口宏のジャンプクイズに代わりスタート。リスナーにクソゲーと思うファミコンソフトのタイトルを書いて送ってもらい、岩沢がそのゲームのクソゲー度合いを「あた」で診断した（あたたたたた…と「た」が増えるほどつまらない）。ジャンプクイズと同じく番組終了から午前0時までの約2分、ニッポン放送以外のネット局とインターネット放送のみのコーナーだった。

### 失恋リクエスト
Rから1部に昇格してできた、失恋したリスナーに電話をかけ、話をした後にリクエスト曲を歌うコーナー。1部から担当になった節丸プロデューサーが「ゆず=いい曲を歌うデュオ→恋愛のいい話ができる泣かせのコーナー」とキャラを勘違いして立ち上げたため、1回しか放送されず終了した。

### ゆずおた
普通のお便り、ふつおたを読むコーナー。

## 罰ゲーム

### 桃乃未琴襲撃（北川・1998年6月8日放送）
ANN一部への昇格を目指すため「同時間帯のライバルを潰しておくべき！」という結論に達したことで、ちょうど「人妻巨乳コロシアム」で5連敗した北川が罰ゲームとしてリスナー投票で選ばれた木曜日担当の桃乃未琴へ一人で挑戦状を叩きつけに行くことに。しかし、実はこれがゆずにとってデビュー後初のソロでの仕事であったため、北川は極度に緊張し襲撃は大失敗に終わった。

### 宅配！モーニング娘。（岩沢・1999年2月17日放送）
「やんコラ」で5連敗した岩沢が、前週（1999年2月10日）のゲストであったモーニング娘。の中澤裕子・保田圭・石黒彩に自ら出演交渉し、冬空の下一緒にリスナーの家を訪問することに。ところが実際に罰ゲームが始まってみると、ロケバスでアイドル3人に囲まれた岩沢は普段以上に饒舌に。一方、一人スタジオに取り残されたことで逆に罰ゲームと呼ぶにふさわしい状況に陥った北川は「やっぱダメ。君が必要だ」と岩沢に公開告白めいた迷言を言い放つ。企画の最後には年齢上スタジオへ行けない福田明日香の家を訪れ、全員で『夏色』を歌った。

### 大仁田厚乱入（岩沢・1999年6月2日放送）
各曜日のパーソナリティが体温の高さで対決するレーティング企画に合わせ実行された。
「岩沢の身体を急激に刺激し、体温を上げるため」と称して、番組でパロディコーナーを行いネタにしていた大仁田厚が「乱入」。体温計を挟んだ岩沢にコブラツイストをかけた。が、その後大仁田が罰ゲームの対象ではない北川の方へ毒霧を噴射したり張り手を連発したり、有刺鉄線製のネックレス＆ブレスレットをプレゼントしたため、またしても「実質的には北川の罰ゲーム」と言われる羽目に。

### サヨナラ舟（北川・1999年8月18日放送）
ディレクター松尾の「夏だから海へ行こう」という安易な発想から生まれた罰ゲーム。この日の放送は江ノ島の海の家から生中継された。
放送当日にリリースされたシングル『センチメンタル』のヒットを海の神・ポセイドンへ祈願するため「グラスファイバー製」の舟「サヨナラ舟」に乗り夜の海へ。しかし実はダンボール製であったためあえなく沈没…という台本であったが、危険の伴う内容のため北川にも事前に詳細が伝えられ、「海に落ちる際に一言オチをつけてジングルを流しCMへ入る」という流れが打ち合わせられる。これがきっかけとなり、以降定番となる「罰ゲーム＝ヤラセ+ジングル落ち」の構図が生まれた。

### カラシモンブラン（岩沢・1999年10月20日放送）
過去2度の罰ゲームが実質的に北川の罰ゲームへと摩り替わっていたため、ようやく訪れた岩沢への罰ゲームであった。
マロンクリームの代わりに練りカラシを盛り付けたモンブランを食べさせられた岩沢が、「打ち合わせ通り」スタジオ内のピアノで自身の曲『なにもない』を弾いた所でジングル落ち。ツアー先の新潟放送で実施されたため、あまりスケールの大きな事ができず、結果として他の罰ゲームに比べシンプルな形式となった。

### 岩沢ヤラセ謝罪（岩沢・1999年12月22日放送）
ラジオネームを書いていたにも拘らず岩沢に本名をバラされたハガキ職人「マスター・ミヤ」と「山本ドズル13世」の要求に応え、岩沢が2人へ直接電話を繋ぎ謝罪するという内容。
しかし実際は漫画『SLAM DUNK』のパロディを交えた末に、何故か職人両者が岩沢へ謝罪してジングル落ち。事前に登場人物全員に台本が配られており、ラストに北川が「今、話題のヤラセだ！」と叫んでいる（当時、フジテレビの番組「愛する二人別れる二人」のヤラセ問題が発覚し話題となっていた）。

### ホリケンさん家を大掃除（北川・2000年2月23日放送）
TV出演の少ないゆずが珍しく『力の限りゴーゴゴー!!』に出演した際にスベったため、罰ゲームを利用して番組の司会で以前から交友関係のあり、金曜日のパーソナリティを担当していたネプチューンへお詫びをする事に。ネプチューン側からの要求は「クジラに飲まれ、腹をさばいて脱出する」であったが、「無理がある」と拒否。リスナー投票の結果、ダスキンの服を着た北川が堀内健の家を訪れ掃除をする事になった。
しかし、スタジオと中継を繋ぐ度に、同行した構成作家石川によって「行き過ぎた演出」が行われ（石川にとってこうした演出は『西川貴教のオールナイトニッポン』におけるレイヴでお手のものであった）、最後には堀内が「もう帰ってくれ!」と叫びジングル落ち。なお、破天荒なキャラクターの堀内でさえもこの日の石川の「行き過ぎた演出」は衝撃的なもので、この一件以来堀内は石川を「あのイケイケ作家」と称するようになる。

### 北川悠仁襲撃スペシャル（北川・2000年4月19日放送）
放送当時、プロレス界で話題になった橋本真也と小川直也の襲撃事件をモチーフにしたもの。ラジオであるにも拘らず、ケチャップで血ノリをつけた破れたTシャツを着た北川が「犯人は小川だ！」と叫ぶ。北川に渡されていた（ヤラセの）台本では、ここで岩沢が「これケチャップだよ！」と叫んでジングル落ちという内容であったが、北川が叫んだ瞬間にスタジオ内の電話が鳴り、受話器を取ると「犯人は僕じゃありません」と小川直也本人が登場、北川が呆然とするというドッキリ構成であった。

### メライ日記（岩沢・2000年6月14日放送）
放送当時、番組内で「岩沢と（後番組を担当していた）aikoが付き合っている！」というネタと、「『クールK』（ことニッポン放送アナウンサー・垣花正）はクールじゃない！」という2つのネタがブームとなり、世間では「メライセラ☆トップス」の「トップ」にそっくりな福山がテーマソング「桜坂」を歌う「未来日記」がブームとなっていた。ここから「岩沢+aiko+未来日記+クールK＝メライ日記」という計算式が誕生し、ラジオであるにも拘らずニッポン放送中を移動しながらのオールロケ生放送ドラマが放送された。企画途中にはメライセラ☆トップスの世良岡呼人が主題歌「ざくろ坂」を生唄で披露するという一幕も。本筋であるドラマの方は、岩沢がaikoと出会った渡り廊下で待っていると、何故かレポーターのクールKが現れて岩沢へ告白しジングル落ち、という結末となった。この後、当企画を台無しにする意図で叫ばれた「悪いけど、岩沢とaikoと付き合っていることなんて、絶対にない！」というフレーズは番組内で流行した。

### ハガキ職人大運動会（北川・2000年10月18日放送）
番組を象徴するハガキ職人「マスター・ミヤ」の一言がきっかけとなり、北川が運動会を提案。謎の競技「セクシー豆まき」など、リスナーにより様々なアイディアが次々に提案されるという反響の大きさを受けてスタッフも動き出したものの、予算の少なさといった要因から巧妙に内容をずらし続け、最終的に「人気ハガキ職人による生電話でのネタ対決」という大幅に改変された形で放送終了直前に「運動会」が実現する運びとなった。競技は「男子SMAP」、「ものまね柔道」、「ダジャレハンマー投げ」の3つが行われた。
不安視されていたこの企画は、罰ゲームとして司会進行を務める北川の下、ネタにプライドを持つ（岩沢と構成作家石川は「社会人野球レベルのプロ意識」と評している）ハガキ職人たちの奮闘により当初の予想に反して大盛り上がりとなり、ゆず＆スタッフとハガキ職人＆リスナーの絆を一層深め、番組終了に華を添えた。

## メライセラ☆トップス
番組から誕生した架空のバンド。メンバーは米良（米良門ジモン：岩沢）、世良（世良岡呼人：北川）、トップ（コロムビア トップ：福山雅治）の3人。毎回放送に福山を呼ぶわけにはいかないので、トップは過去のライブでステージから転落し記憶喪失という設定にして、普段は米良と世良の2人で「メライセラ☆トップス スーパーⅡ」として活動していた。

## 事件
- 松尾ディレクター出頭事件
前述のとおり、開始当初の番組では毎週エンディングで路上ライブを行っていた。しかし、この路上ライブにだんだん人が集まるようになり、放送翌日が休日のある日、放送前（午前3時）の時点で1500人ものリスナーが集まる事態となり、放送開始後お台場の警察から「近隣のホテルの宿泊客から苦情があり、ゆずの番組のリスナーが集まって騒いでいるらしい。ちょっと責任者の方来ていただけますか?」と電話が入った。この要請を受けて松尾Dが出頭したことで事なきを得た。
この事件がきっかけとなり、エンディングのライブは路上ではなくスタジオでの演奏に変更された。
10年以上の時を経て、ゆずが『いきものがかり吉岡聖恵のオールナイトニッポン』にゲスト出演した際、折しも担当Dが松尾に交代したばかりということもあって、吉岡（とリスナー）にこの事件を暴露した。
- 夏色事件
「クリスマスLIVEスペシャル」と称し、プレゼントとしてリスナーのリクエストに応えて歌いまくるという企画が行われた際、「『夏色』が失恋の思い出の曲」という女の子と電話を繋いだが、途中岩沢が何気なく「夏色」のイントロをギターで弾いたところ、女の子が泣き出してしまった。
- ワカバ焼肉ウソつき事件
スタッフが生放送のため京都に向かう際、ミキサーの清水の後輩W（通称ワカバ）が「彼女いるの?」と聞かれ「地元の横須賀の女と付き合っている」と答えた。また、放送終了後にゆずとスタッフとで焼き肉を食べに行った際もワカバは横須賀の彼女の話をし、同じ神奈川出身ということで、ゆずともすっかり打ち解けた。
しかしこの京都出張の直後、ワカバは電撃入籍した。しかも相手は横須賀とは縁もゆかりもない千葉県成田出身の同じ会社に務める女性だった。この嘘により、以降ワカバは出張に連れて行かれなくなってしまった。
- 盛岡事件
盛岡からの放送の際、前番組であるプロ野球のナイター中継が延長になり、放送開始時刻（22:00）になっても中継が続いた。インターネット放送があるため、22時から一応番組はスタートしたが、試合は一向に終わる気配がなく、特に企画もなくどうでもいいフリートークを延々と続ける羽目に。ナイターがようやく終了したのは23:45ごろであり、実質電波に乗った放送分は20分ほどしかなく、他の番組のスタッフからはこの日のことを「カラ出張」呼ばわりされてしまった。ゆずとスタッフはこの日の放送を「盛岡事件」と名づけ、この屈辱を忘れまいと誓ったのであった。
- トークゲリラ
『SUPER!』火曜日担当の西川貴教と火曜・水曜連動でハガキ職人対決が行われたが、ゆずのホームである水曜日の放送にて西川は段取りは無視する・進行は妨げるとやりたい放題。ゆずはこの西川の暴れっぷりを「トークゲリラ」と呼んだ。
- モーニング娘。狩り
放送期間中、モーニング娘。が大ブレイクし、番組でも数々のネタやトークにその名前が出てきた。そして番組へのゲスト出演や廊下ですれ違うといった様々な形で、少しずつ顔を合わせたメンバーの数が増えていったことから「こうなったら、メンバー全員に1回ぐらい会っておきたい」ということで、会ったことのないメンバーの安倍なつみ 、市井紗耶香の2人にニッポン放送の社内に隠れてもらい、かくれんぼを行う。「モーニング娘。狩り」と名づけられたこの企画で、岩沢は刀を振り回し壁を殴り、北川はパンツ一丁になるなど、人を狩るという行為に大興奮。みごと2人を見つけ出し、メンバー全員と遭遇する「モーニング・ロン」を達成した。
- 徳島大食い事件
徳島からの放送終了後、空腹のゆず、スタッフは大宴会を開こうと街へ繰り出した。しかし徳島は夜が早く、入店と同時にラストオーダーを告げられてしまう。焦ったゆずとスタッフは、12-13人にもかかわらず約40人分の料理を注文してしまう。食べきれなければ残してしまえばいいのだが、構成作家・石川が「出された料理を残すなんて、男のやるコトじゃねぇ!」と発言。「男」というフレーズに全員が反応し、無理矢理胃袋に詰め込もうとした。マネージャーの吉井が一人悠然とタバコを吸っており「みんな頑張ってんのに、何でタバコ吸ってんだよ!」「食えばいいんだろ!」といったやり取りも途中交わされたが、吉井含め全員で完食、拍手が起こった。
- 逆VIPツアー
『オールナイトニッポンSUPER!』の枠全体で、リスナーへ「プレイステーション2」か「お台場高級ホテルに泊まり生放送のスタジオ見学」のどちらか好きな方をプレゼントするという企画が行われた。当選者が18歳以下の場合は保護者同伴が義務付けられた条件だったため、下ネタが多いこの番組の収録を親と一緒に見学するのは拷問に近いものがあるということで、水曜スタッフは予算を返上し独自に「逆VIPツアー」を企画、「リスナーの家でゆずをどのようにもてなすか」を募集した。届いたハガキには「焼肉を用意する」「手作りピザでもてなす」などといった案が書かれていたが、リスナーの自宅を突然訪問する形となったため、当然もてなしが用意されているはずもなく、行く家行く家で期待を裏切られる結果となった。

## イベント
- 大北田厚選手講演会（引退式）　（1999年11月15日・横浜文化体育館）
前述の大仁田厚をネタにしたパロディコーナー「ファイヤー大北田のこれが邪道の生きる道」の総決算。約2時間半のイベントの費用総額は約1000万円[3]。その内訳のほとんどが、ラジオのイベントであるにも拘らず爆発などの特殊効果であった。式は開始時から特効を使いまくった挙句、北川扮する大北田が亀甲縛りをされてジングル落ち。その後は写真を使って過去の放送を2人で振り返ったり、メライセラトップスのライブを行ったりと安上がりな内容となった。
もともとは「なにか学園祭のようなものをやりたい」と雑誌『ぴあ』から番組に提案されたイベントであり、提示された当初の案は「ゆずを審査員としてストリートミュージシャンのコンテストを行う」というものであった。番組スタッフは「まだ22歳で、デビューして1年半。その立場での仕事はかわいそうだ。」ということで、企画を考えた。そのうち「そもそも自分たちはラジオ番組のスタッフであり、イベントのスタッフではない。面倒くさいのでイベントそのものを潰してしまえ。」という方向に話が進んだ。『ぴあ』側に「こんな企画ではだめだ。この人たちと話をしたのが間違いだった。」と思わせるために常識外れな予算案と破天荒な企画書（大北田厚選手講演会）を提出した。ところが、イベントを潰す目的で出した企画書に『ぴあ』がOKを出したため、それならやらせてもらおうということになり、このイベントが開催された[3][4]。

## 常連ハガキ職人
- 楽屋ニュース
- 100mダッシュの淡谷のり子
- マスター・ミヤ
- 山本ドズル13世（変名多数）
- サービスカード高柳
- エビスマン
- もっちょ
- 南井ちゃん大丈夫?
- チャーリー（ファーリー）F吉富
- チェチェオ
- 台風十四号
- 世界おすぎ発見!
- ジェニュイン
- 本田平八郎
- エースキラー
- シオンjr
- ハラボテマッスルⅡ世
- アントニオ並木
- オッス!オラ悟空
- かおりんLOVE
- 53歳会社員

（順不同）
多くが他番組と掛け持ちで参加しており、レベルの高いネタが寄せられていた。

## スタッフ
通称「組織」。スタッフではなく「組織」と呼ぶ。SCHOOL OF LOCK!「ゆずLOCKS!」もほぼ同じ組織（スタッフ）で放送したらしい（しかし実際に関わったのは鈴木と清水のみ）。
- 松尾紀明（通称松尾伴内。初代・3代目ディレクター）
- 節丸雅矛（通称鬼丸。2代目ディレクター・プロデューサー）
- 石川昭人（通称石川よしひろ。放送作家）
- 小林順　（通称井上順スカイウォーカー('s)。2代目アシスタントディレクター・サブ放送作家）
- 鈴木賢一（通称S-flo。アシスタントディレクター→ディレクター・放送作家と、ユーティリティプレイヤー）
- 清水伸之（通称失恋ミキサー）